# Google Hangouts
Google Hangouts – komunikator internetowy amerykańskiej firmy Google. Służył do wysyłania wiadomości oraz telefonowania za pośrednictwem technologii VoIP. 

## Historia
Komunikator zastąpił trzy inne aplikacje Google′a służące do komunikacji: Google Talk, Google+ Messenger oraz Hangouts (wideo chat wbudowany w Google+). Do korzystania z aplikacji wymagane jest aktywne konto Google.
Zanim uruchomiono komunikator, Google rozwijał kilka podobnych platform komunikacyjnych. Obejmowały one: Google Talk, skierowane głównie do klientów biznesowych (oparte na XMPP), Google+ Messenger oraz funkcję Hangouts wbudowaną w portal społecznościowy Google+, oferującą czat oraz wideokonferencje. Jednak coraz bardziej rozdrobniony i niejednorodny pakiet usług komunikacyjnych nie stawał czoła rosnącej konkurencji ze strony Facebook Messenger, iMessage i WhatsApp. Podjęto decyzję o zamknięciu Google Talk i stworzeniu nowej usługi komunikacyjnej przy współpracy kilku zespołów programistycznych.
W dniu 15 maja 2013 roku podczas konferencji Google I/O komunikator został oficjalnie uruchomiony pod nazwą Google Hangouts, choć raporty sugerowały nazwę „Babel”.
16 lutego 2015 roku Google ogłosiło, że zaprzestanie rozwijania Google Talk, a jego użytkowników będzie zachęcał do migracji do Google Hangouts.
W styczniu 2016 roku Google usunęło możliwość wysyłania SMS-ów z poziomu komunikatora, a użytkownikom rekomendowało wysyłanie SMS-ów z odrębnej aplikacji „Messenger”.
W maju 2016 roku podczas konferencji Google I/O firma zapowiedziała dwie nowe aplikacje: Google Allo służącą do wysyłania wiadomości z wbudowanymi botami SI oraz Google Duo obsługującą tylko wideorozmowy. Ponadto Google potwierdziło, że aplikacje te nie zastąpią Google Hangouts, które nadal będzie rozwijane.
9 maja 2017 roku firma ogłosiła, że Hangouts zostanie podzielone na dwie odrębne aplikacje: Google Meet służące do wideokonferencji oraz Google Chat służące do wysyłania wiadomości z wbudowanymi botami.
Wyłączenie Hangouts dla wideokonferencji nastąpiło w listopadzie 2020 roku.
Google udostępniło jednocześnie dla wszystkich użytkowników Google Meet, które zawiera takie same funkcjonalności jak Google Hangouts.
Udostępnienie Google Chat dla użytkowników prywatnych nastąpiło dopiero w marcu 2021 roku.
27 czerwca 2022 roku Google oficjalnie ogłosiło, że 1 listopada 2022 roku zdezaktywuje Google Hangouts i przeniesie wszystkich użytkowników do Google Chat. 1 stycznia 2023 roku wszystkie dane z usługi zostały usunięte.